# Covert Affairs
Covert Affairs è una serie televisiva statunitense prodotta dal 2010 al 2014.
Di genere spionistico e d'azione, è stata creata da Matt Corman e Chris Ord e interpretata da Piper Perabo nei panni di Annie Walker, una giovane recluta della CIA che si ritrova improvvisamente alle prese con la vita da spia.
Covert Affairs è stata trasmessa in prima visione assoluta negli Stati Uniti da USA Network dal 13 luglio 2010. In lingua italiana ha debuttato in prima visione pay in Italia il 22 aprile 2011, trasmessa dai canali di Mediaset Premium, mentre in chiaro è in onda dal 30 settembre 2012, in Italia sui canali Mediaset e in Svizzera su RSI LA1.

## Trama
Washington. Annie Walker, appena assunta dalla CIA, ancora inesperta e impreparata sotto molti punti di vista, si ritrova improvvisamente promossa ad agente operativo sul campo. Annie viene tenuta all'oscuro della cosa, ma in realtà la sua promozione è dovuta esclusivamente al fatto che conosce molto bene un pericoloso ricercato a cui l'agenzia sta dando la caccia: Ben Mercer, il suo ex fidanzato, il quale, lasciandola, è stato la causa scatenante della sua entrata nella CIA, e di cui la ragazza ignora il lato criminale. I nuovi capi di Annie, Joan e Arthur Campbell, contano di sfruttarla a sua insaputa per arrivare all'uomo; per aiutarla nella sua nuova vita da spia le affiancano Auggie Anderson, un agente che ha perso la vista in missione, il quale fa da guida ad Annie in un mondo dov'è guardata con diffidenza e dove deve ancora dimostrare le sue qualità.

## Episodi
| Stagione         | Episodi | Prima TV originale | Prima TV in italiano |
| ---------------- | ------- | ------------------ | -------------------- |
| Prima stagione   | 11      | 2010               | 2011                 |
| Seconda stagione | 16      | 2011               | 2012                 |
| Terza stagione   | 16      | 2012               | 2013                 |
| Quarta stagione  | 16      | 2013               | 2014                 |
| Quinta stagione  | 16      | 2014               | 2015                 |

## Personaggi e interpreti

### Personaggi principali
- Anne Catherine "Annie" Walker (stagioni 1-5), interpretata da Piper Perabo, doppiata da Federica De Bortoli.
È la protagonista della serie. Subito dopo il reclutamento nella CIA, è promossa in campo operativo al fine di contribuire alla cattura del suo ex fidanzato, la rottura della relazione con cui l'aveva spinta ad arruolarsi nell'agenzia. Parla sette lingue, cosa che le permette di affrontare missioni in ogni parte del mondo. Vive a casa della sorella maggiore Danielle, con cui si trova spesso in disaccordo sulle scelte di vita, ma a cui alla fine vuole molto bene. Si trova in difficoltà quando deve mentire agli altri sul suo lavoro, ma per motivi di segretezza deve far credere a tutti di lavorare per lo Smithsonian Museum. È carina, intelligente e ironica, ma consapevole del fatto che ha ancora molto da imparare come spia.
- August "Auggie" Anderson (stagioni 1-5), interpretato da Christopher Gorham, doppiato da Francesco Pezzulli.
È un agente speciale dell'intelligence. Ex soldato delle forze speciali statunitensi, è rimasto cieco nel corso di una missione durante la guerra in Iraq. Nonostante l'handicap, Auggie è diventato il miglior tecnico informatico della CIA. Si muove all'interno dell'edificio con uno speciale bastone elettronico e grazie alla sua simpatia si trova molto a suo agio con tutti i colleghi. È il mentore di Annie che la guida nel suo nuovo lavoro, spiegandole i meccanismi dell'agenzia.
- Joan Campbell (stagioni 1-5), interpretata da Kari Matchett, doppiata da Giuppy Izzo.
È un alto ufficiale che dirige la Domestic Protection Division, una sezione segreta dedicata alla protezione nazionale. È il supervisore di Annie. Ha difficoltà a separare il lavoro dalla vita privata.
- Danielle Brooks (stagioni 1-2, ricorrente 3-5), interpretata da Anne Dudek, doppiata da Barbara De Bortoli.
È la sorella maggiore di Annie, sposata e con due figli. Non conosce il vero lavoro di Annie che scoprirà dopo. Fa di tutto per farle incontrare l'uomo dei suoi sogni. Lei e suo marito in seguito a una crisi matrimoniale si lasciano.
- Jai Wilcox (stagioni 1-2, guest 3), interpretato da Sendhil Ramamurthy, doppiato da Francesco Venditti.
È un ufficiale della CIA, molto preparato ma anche molto ambizioso. La sua famiglia ha una lunga tradizione all'interno dell'agenzia. Viene ucciso in un misterioso attentato.
- Arthur Campbell (stagioni 2-5, ricorrente 1), interpretato da Peter Gallagher, doppiato da Stefano Benassi.
È il direttore del National Clandestine Service, l'autorità che controlla tutte le attività clandestine della CIA. È sposato con Joan Campbell.
- Calder Michaels (stagioni 4-5), interpretato da Hill Harper, doppiato da Vittorio Guerrieri.
È un agente della CIA che Annie conosce in Colombia. Grazie all'aiuto di Henry Wilcox ottiene una promozione come capo del DPD. Inizialmente Annie, Joan e Auggie non sono sicuri della fedeltà di Michael, ma successivamente lui riesce a guadagnarsi la loro fiducia e il loro rispetto.
- Ryan McQuaid (stagione 5), interpretato da Nicholas Bishop, doppiato da Simone D'Andrea.
È un ex membro del Navy SEAL a capo della McQuaid Security, una società di sicurezza privata.

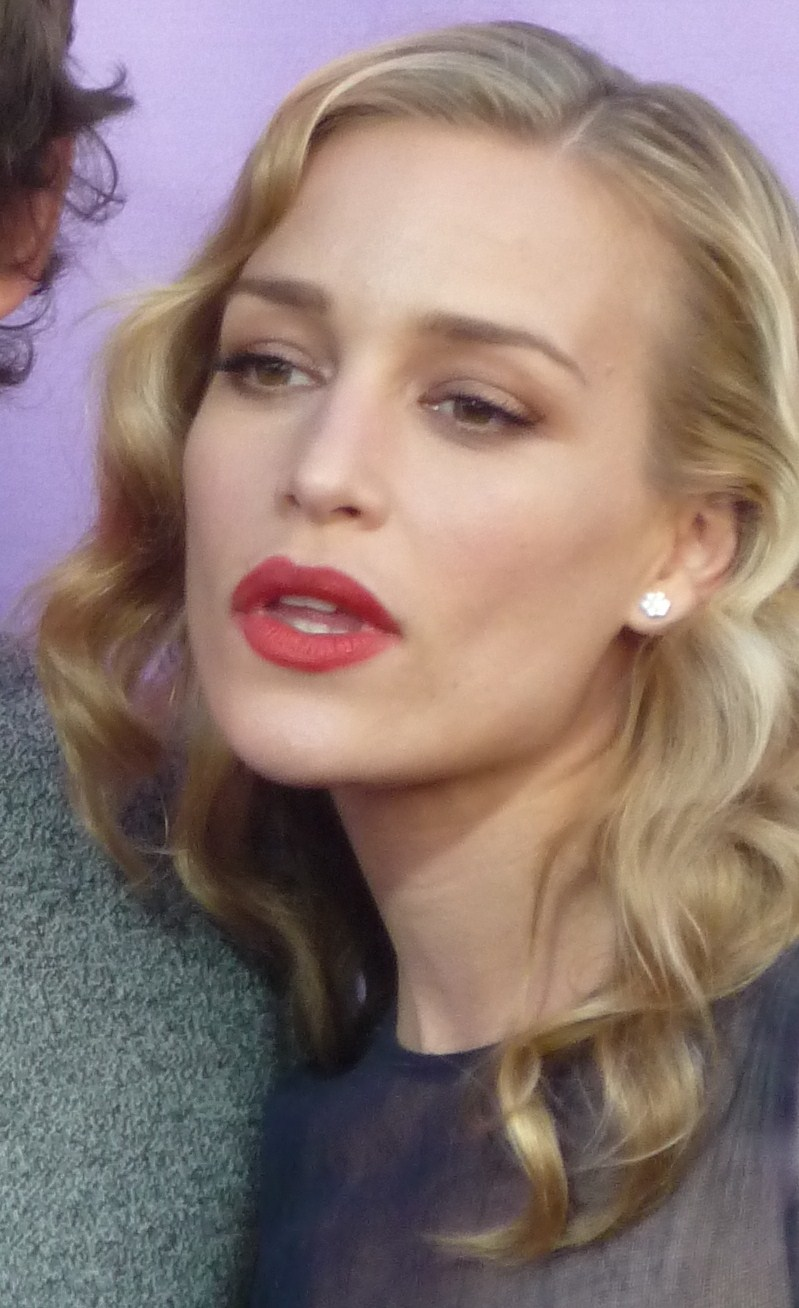
Piper Perabo interpreta Annie Walker
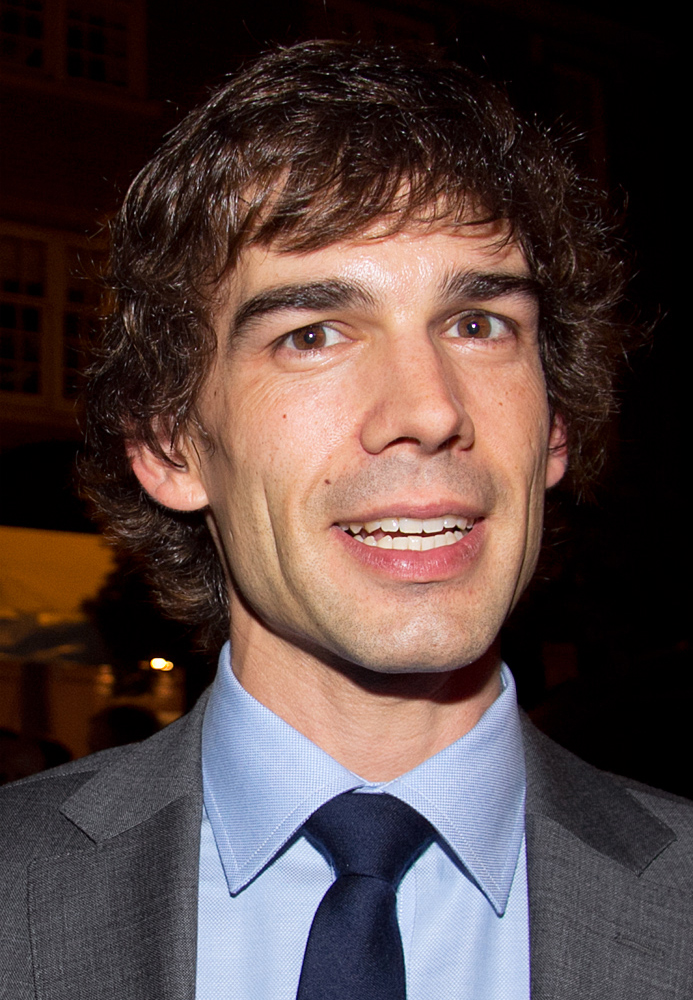
Christopher Gorham interpreta Auggie Anderson
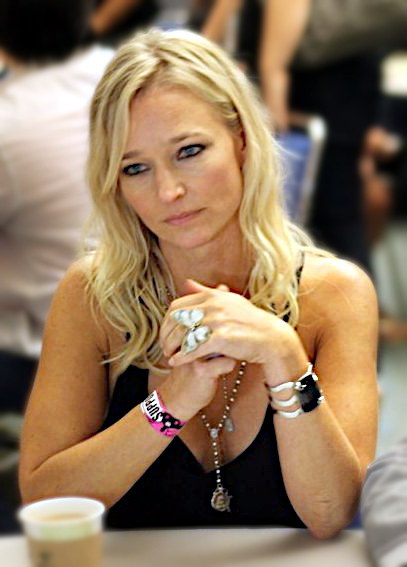
Kari Matchett interpreta Joan Campbell
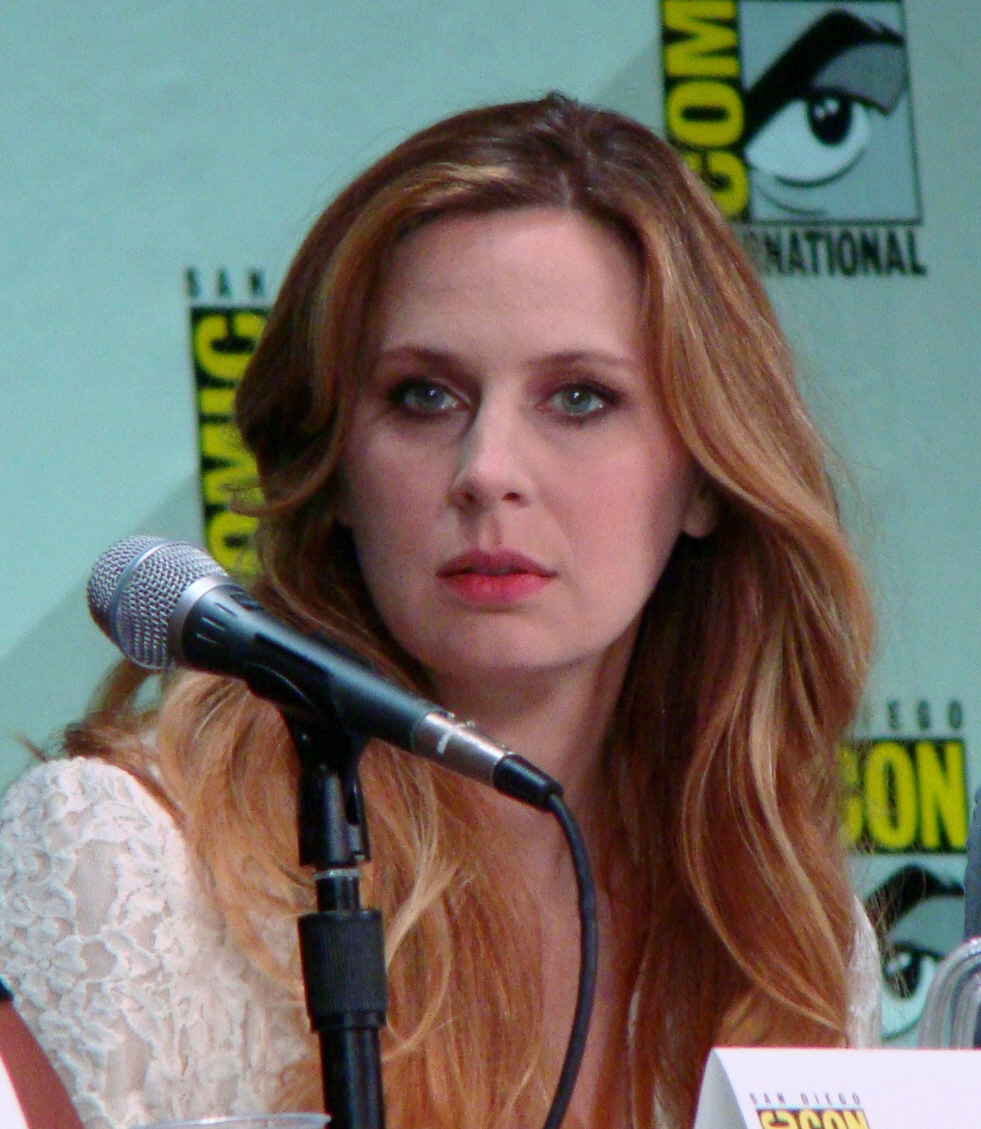
Anne Dudek interpreta Danielle Brooks
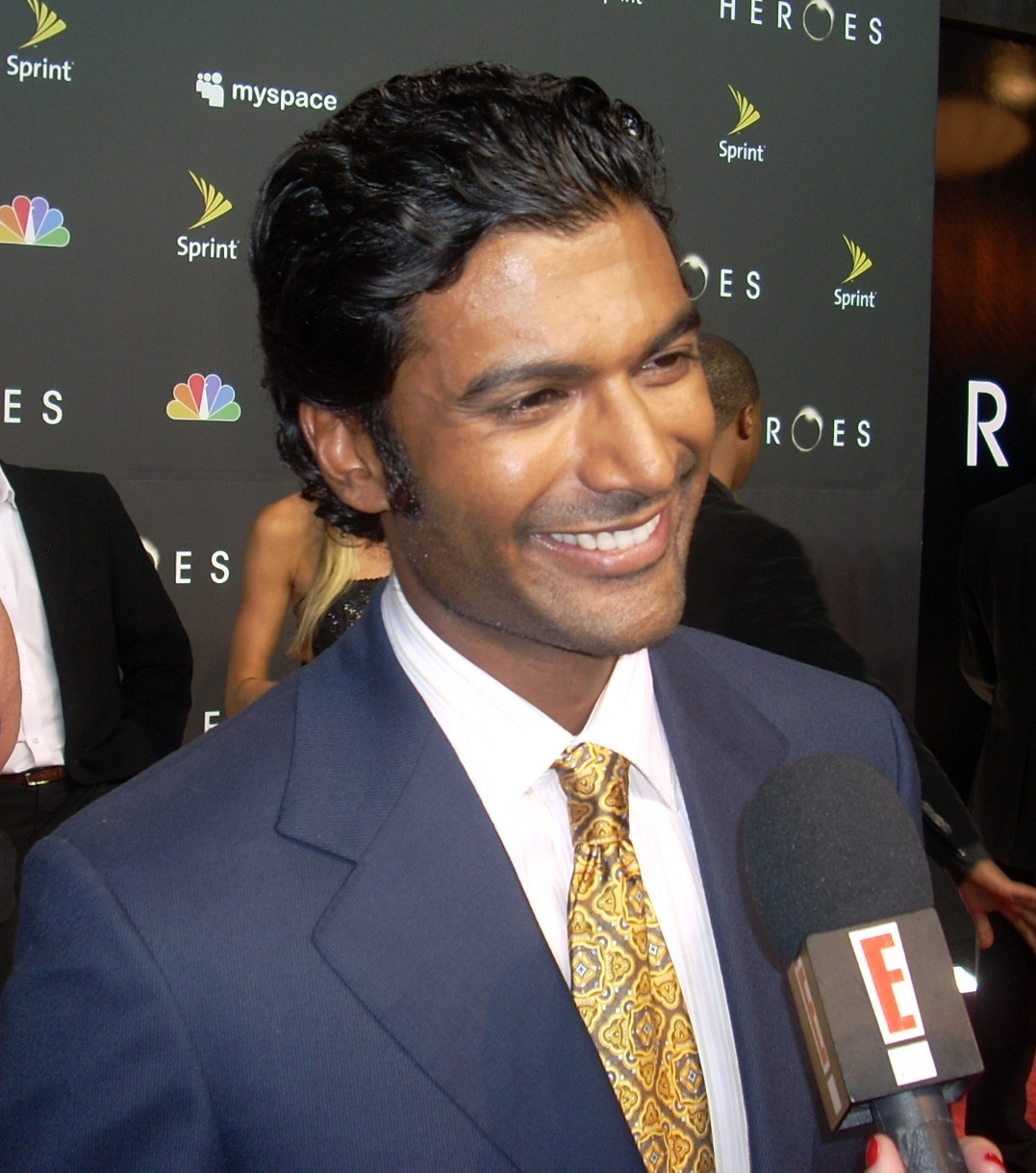
Sendhil Ramamurthy interpreta Jai Wilcox
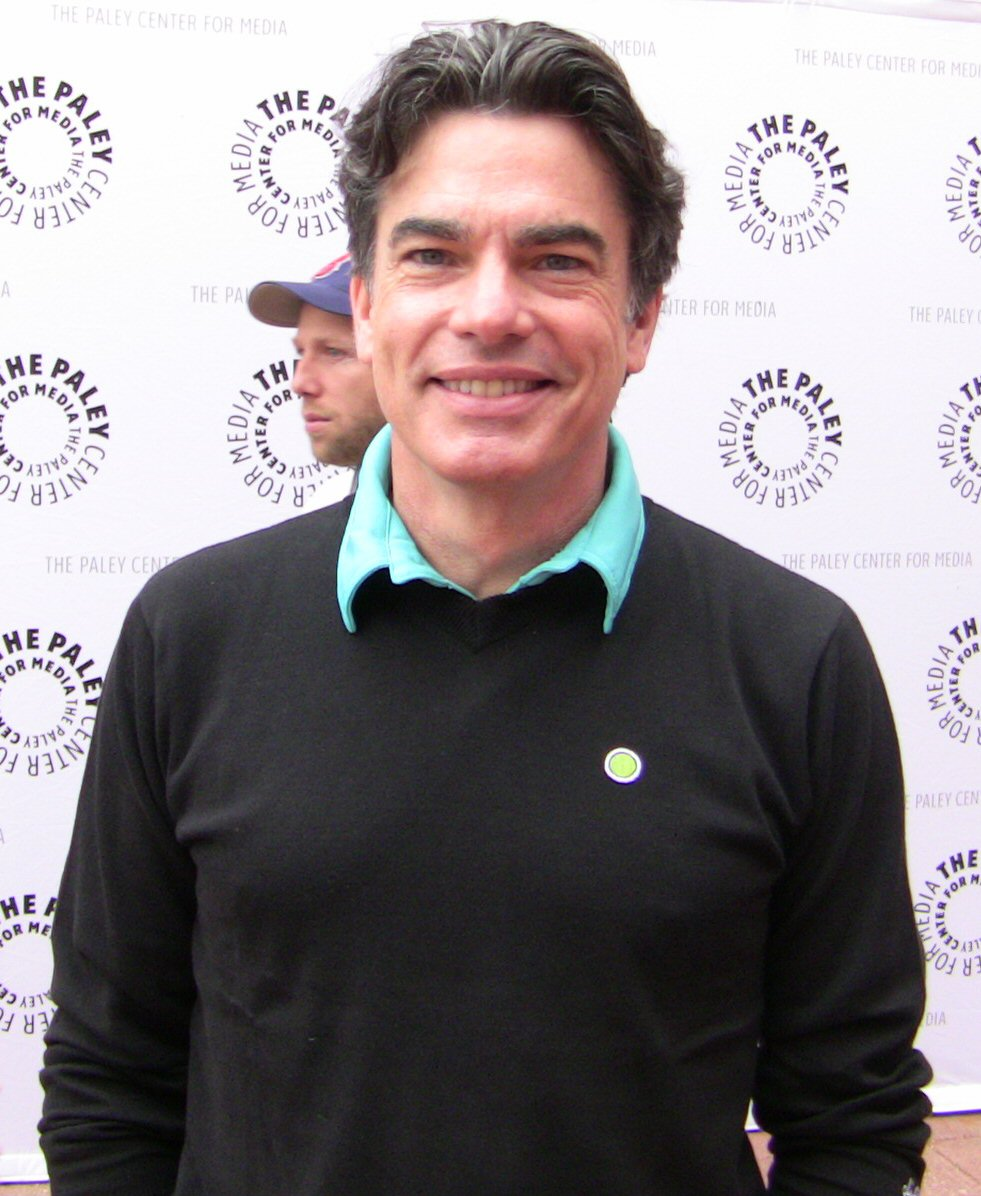
Peter Gallagher interpreta Arthur Campbell
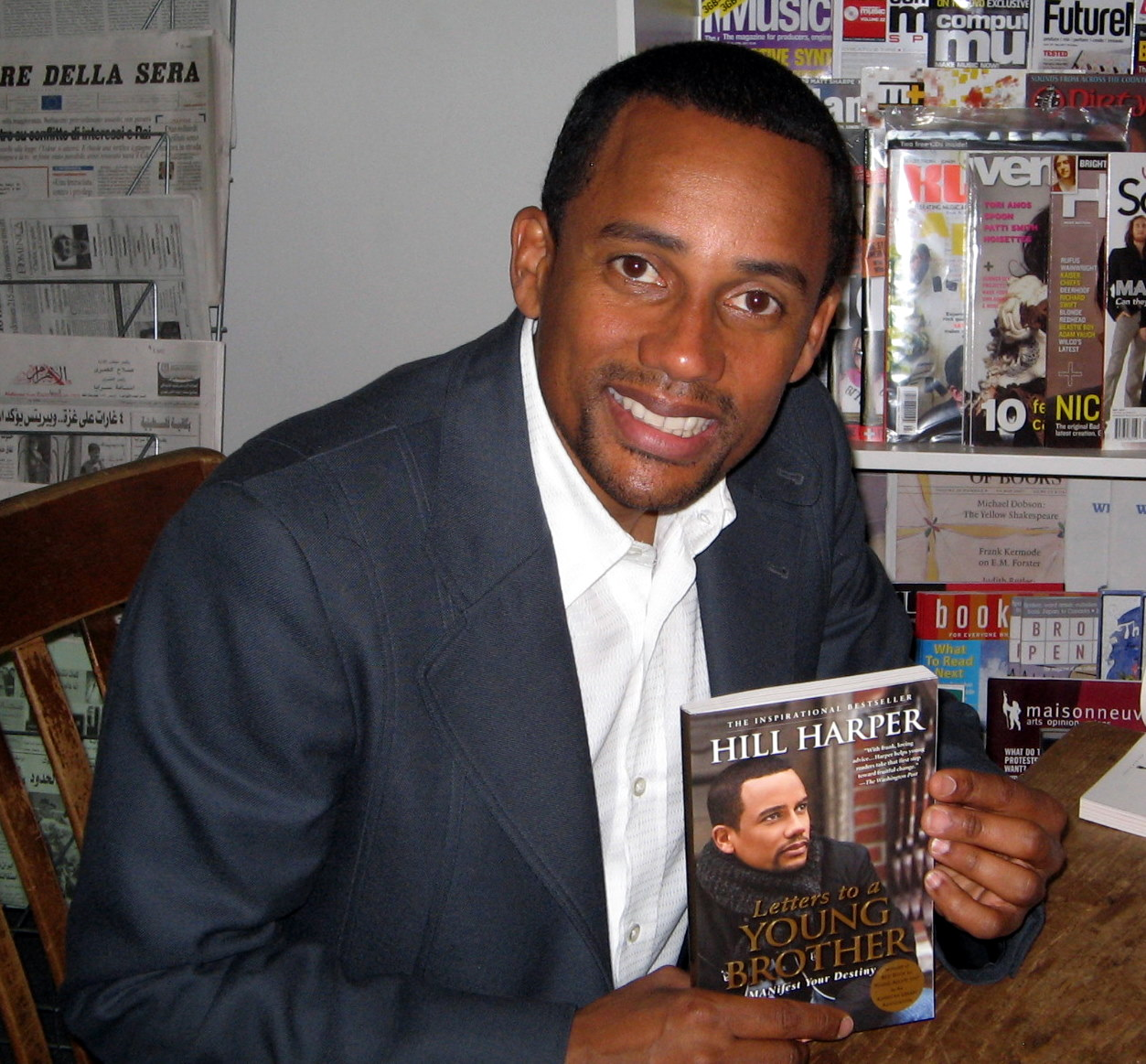
Hill Harper interpreta Calder Michaels
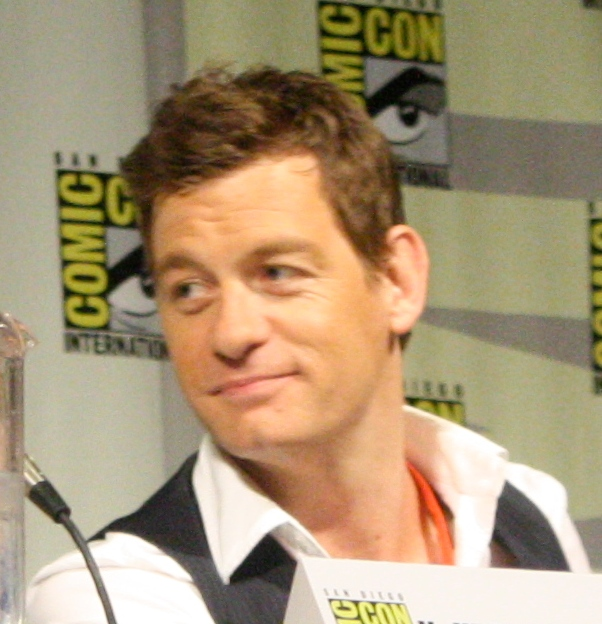
Nicholas Bishop interpreta Ryan McQuaid

### Personaggi secondari
- Ben Mercer (stagioni 1-2), interpretato da Eion Bailey, doppiato da Giorgio Borghetti.
È l'ex fidanzato di Annie, un ex agente della CIA che avrebbe tradito l'agenzia, ed è perciò ricercato. In seguito si scopre che Ben non è un traditore; lui e Annie decidono di non continuare la loro relazione, e Ben riprende il suo lavoro all'agenzia.
- Henry Wilcox (stagioni 1-4), interpretato da Gregory Itzin, doppiato da Enzo Avolio.
È l'ex direttore del National Clandestine Service. È il padre di Jai. Ha ancora una forte influenza nelle decisioni della CIA. In seguito si scoprirà che Henry tradisce l'agenzia sicché Annie lo ucciderà nel finale della quarta stagione.
- Liza Hearn (stagioni 1-3), interpretata da Emmanuelle Vaugier, doppiata da Stella Musy.
È una giornalista d'inchiesta, che prova a mettere i bastoni tra le ruote ad Arthur Campbell cercando di pubblicare alcuni articoli su comportamenti scorretti da parte dell'agenzia.
- Michael Brooks (stagioni 1-2), interpretato da Evan Sabba.
È il marito di Danielle e il cognato di Annie.
- Eyal Lavin (stagioni 1-5), interpretato da Oded Fehr, doppiato da Pasquale Anselmo.
È un agente operativo israeliano del Mossad, che occasionalmente collabora con Annie, con la quale stringe un buon rapporto di amicizia.
- Natasha Petrovna (stagioni 1-5), interpretata da Liane Balaban, doppiata da Domitilla D'Amico.
È un'esperta hacker informatica, ricercata dalle autorità. Lei e Auggie avranno una relazione.
- Parker (stagioni 2-5), interpretata da Devin Kelley, doppiata da Ilaria Latini.
È la sorella minore di un ex compagno d'armi di Auggie, morto nella guerra in Iraq. I due iniziano una difficile relazione sentimentale; Auggie le propone di sposarlo, ma lei lo lascia.
- Lena Smith (stagione 3), interpretata da Sarah Clarke, doppiata da Sabrina Duranti.
È un'esperta agente operativa, uno dei nomi più famosi dell'agenzia, che inizialmente fa da mentore ad Annie nelle sue nuove missioni. Dopo varie vicissitudini si scopre che in realtà Lena è una traditrice. Viene uccisa da Annie.
- Simon Fischer (stagione 3), interpretato da Richard Coyle, doppiato da Niseem Onorato.
È un uomo d'affari inglese, sospettato di essere una spia russa dell'FSB, sospetto poi confermato. Alla fine viene assassinato dalla doppiogiochista Lena Smith.
- Hayley Price (stagione 5), interpretata da Amy Jo Johnson, doppiata da Laura Lenghi.
Lavora al National Counterterrorism Center; lei e Auggie intraprendono una relazione.

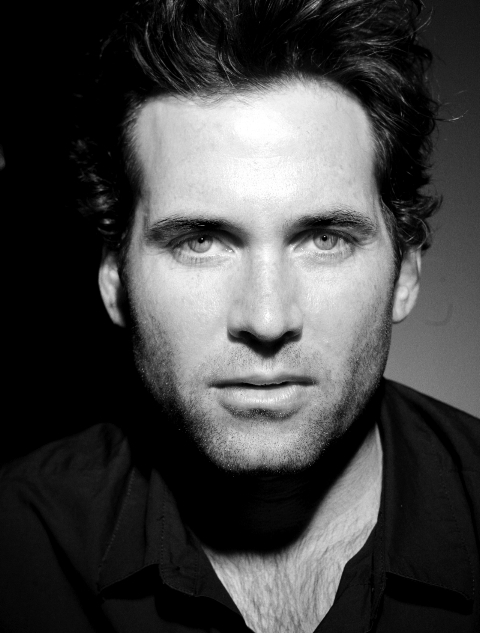
Eion Bailey interpreta Ben Mercer
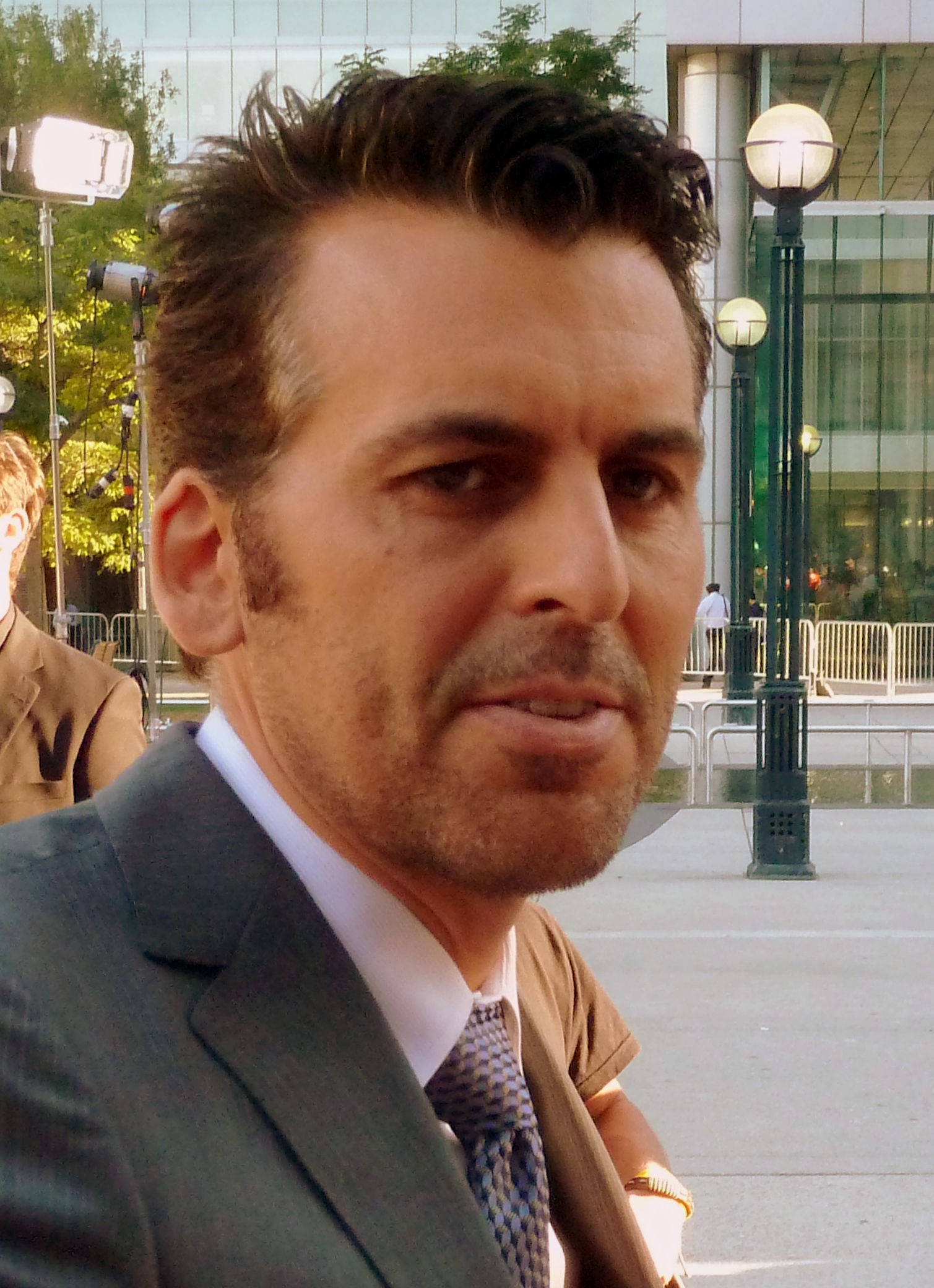
Oded Fehr interpreta Eyal Lavin
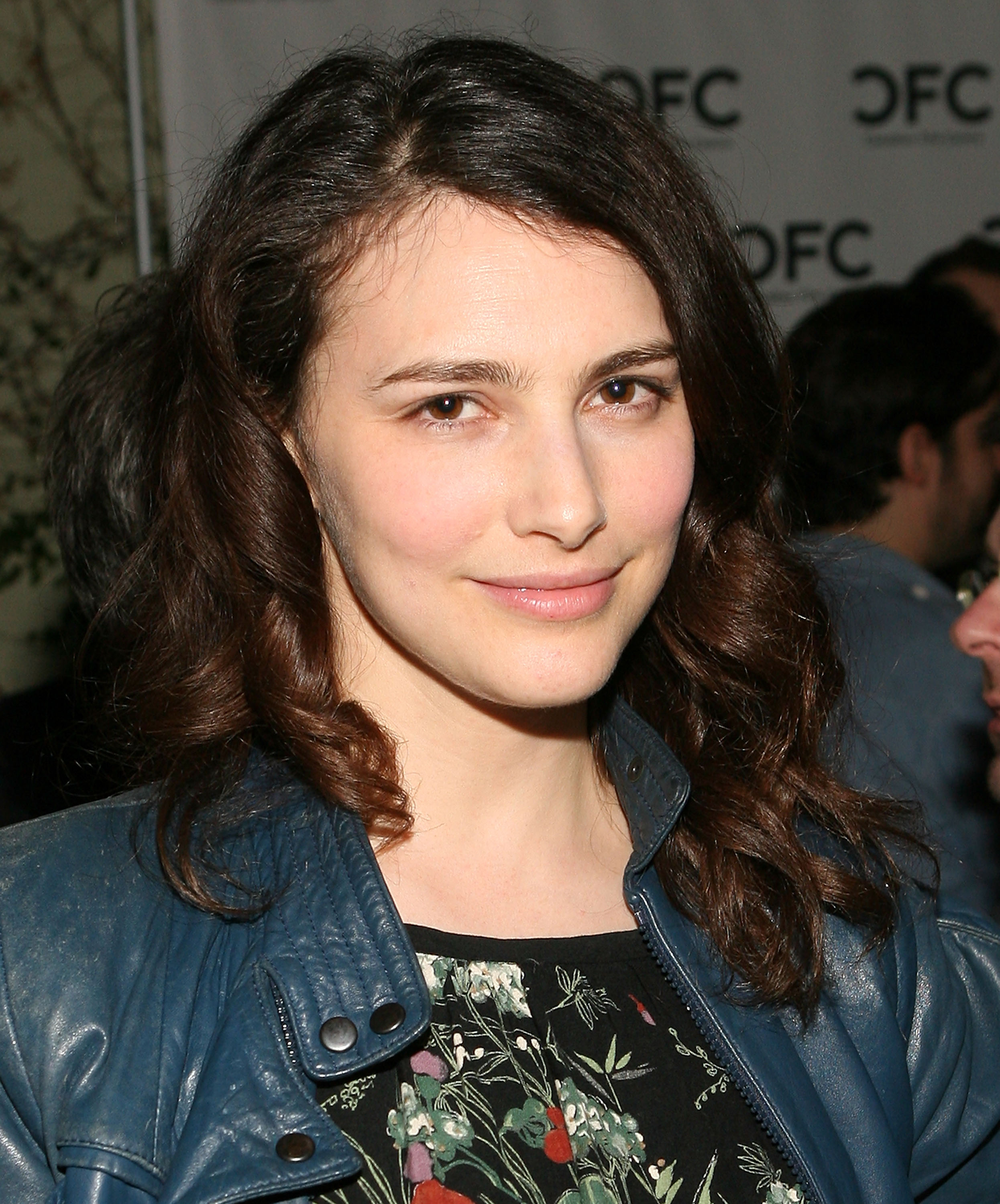
Liane Balaban interpreta Natasha Petrova
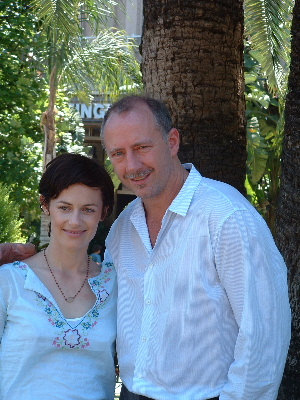
Sarah Clarke (a sinistra) interpreta Lena Smith
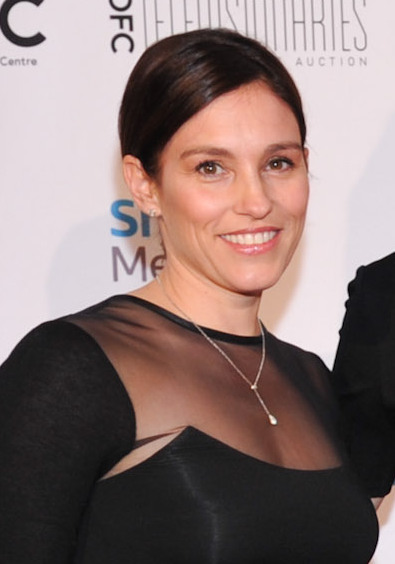
Amy Jo Johnson interpreta Hayley Price

## Produzione
Lo sviluppo di Covert Affairs è iniziato nel luglio 2008. L'episodio pilota è stato scritto da Matt Corman e Chris Ord. Il casting per la serie è iniziato nel giugno 2009: Piper Perabo è stata la prima a far parte del cast, all'inizio di luglio 2009, nel ruolo principale dell'agente della CIA Annie Walker. Alla fine di luglio 2009 è stato ingaggiato Christopher Gorham. Poco dopo USA Network ha dato il suo assenso allo script del pilot.
All'inizio dell'agosto 2009, Tim Matheson ha firmato per dirigere l'episodio pilota della durata di 90 minuti poi ridotti a 75 minuti. In seguito vennero fatti ulteriori annunci sul cast: Anne Dudek, Kari Matchett e Peter Gallagher si sono uniti alla produzione tra agosto e settembre 2009.

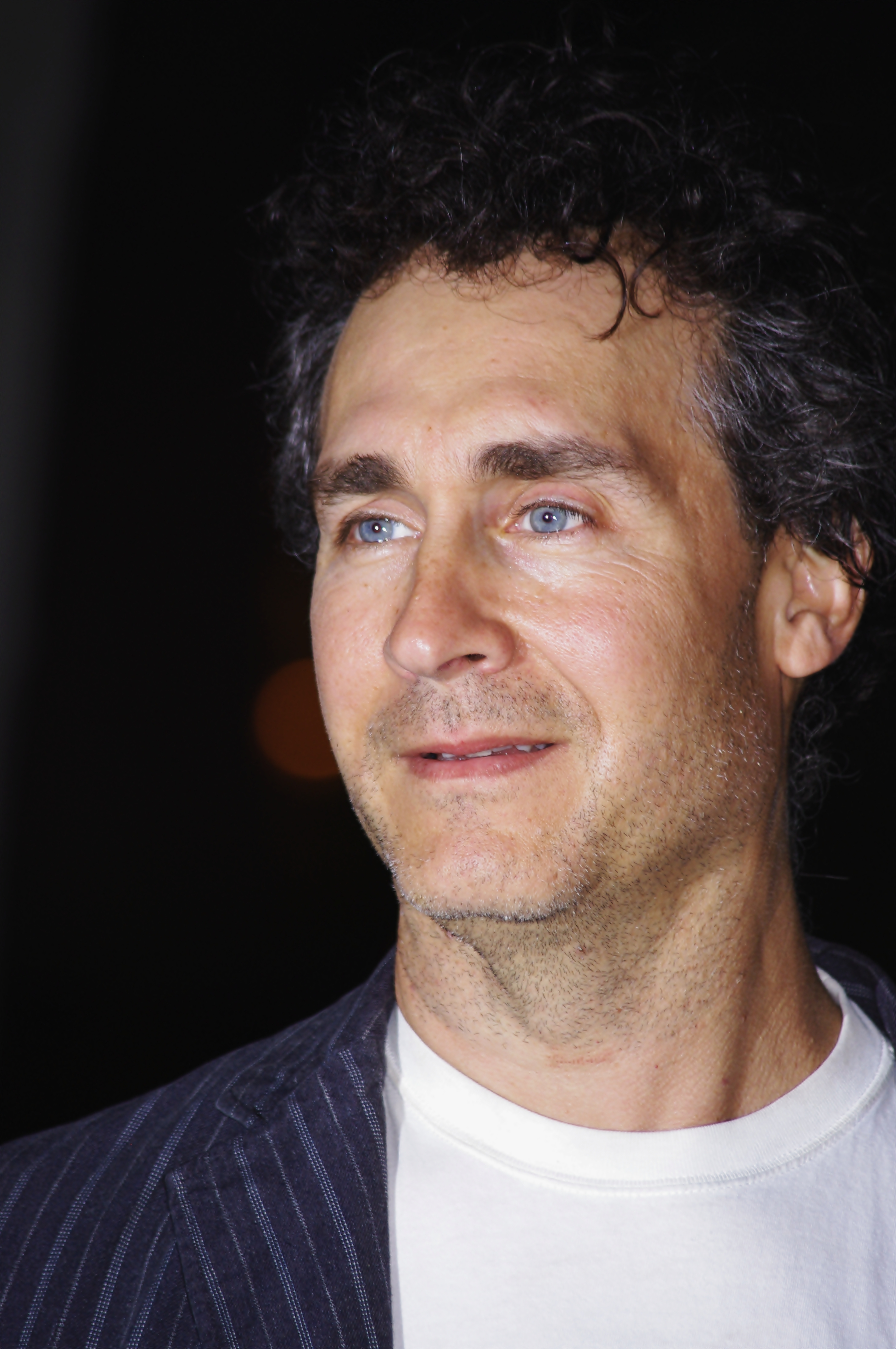
Il regista cinematografico Doug Liman figura tra i produttori esecutivi della serie

Le riprese dell'episodio pilota sono iniziate a Toronto, dove peraltro è stata poi girata tutta la serie, nel settembre 2009. Del cast del pilot facevano parte anche Eric Lively ed Eion Bailey, destinati ad avere ruoli ricorrenti nel corso della serie (Lively lascerà però la serie dopo l'episodio pilota). Nel gennaio 2010 il pilot ha avuto l'approvazione del network, che ha dato il via libera alla produzione degli 11 episodi che compongono la prima stagione. Nella primavera del 2010 è stato aggiunto un nuovo membro del cast, Sendhil Ramamurthy (ingaggiato dopo la cancellazione di Heroes), mentre in ottobre è stata scritturata Emmanuelle Vaugier come personaggio ricorrente.
Tra i produttori esecutivi della serie figurano David Bartis, Doug Liman, Jonathan Glassner e James Parriott.
Ancora prima della fine della prima stagione, la serie è stata rinnovata per una seconda stagione composta da 16 episodi, che ha debuttato negli Stati Uniti il 7 giugno 2011.
Il 15 settembre 2011 è stato confermato il rinnovo di Covert Affairs per una terza stagione di 16 episodi, in onda in patria dal 10 luglio 2012. La terza stagione introduce alcune novità nel cast della serie, tra cui il passaggio di Anne Dudek da regular a recurring, e l'arrivo di Sarah Clarke e Richard Coyle, rispettivamente nei panni di Lena Smith, famosa agente operativa che prende Annie sotto la sua ala, e di Simon, un misterioso uomo d'affari inglese sospettato di essere una spia dell'FSB.
Il 25 settembre 2012 la serie è stata rinnovata per una quarta stagione, sempre da 16 episodi, trasmessa da USA Network dal 16 luglio 2013. Il 3 ottobre dello stesso anno c'è stato il rinnovo per una quinta e ultima stagione, anche questa composta da 16 episodi, trasmessa sempre da USA Network dal 24 giugno 2014. Il 6 gennaio 2015, dopo cinque stagioni prodotte, USA Network ha annunciato la cancellazione della serie a causa di un calo di ascolti.
Ad eccezione dell'episodio pilota, tutti i titoli originali degli episodi sono anche titoli di canzoni: quelli della prima stagione prendono il nome da brani dei Led Zeppelin, quelli della seconda da canzoni dei R.E.M., quelli della terza da brani di David Bowie, quelli della quarta da canzoni dei Pixies e quelli della quinta da brani dei Pavement.

## Colonna sonora
La canzone che accompagna la sigla nelle prime tre stagioni della serie è Can You Save Me dei Power; dalla quarta stagione, tale sequenza è stata eliminata.

## Accoglienza

### Pubblico
La prima stagione di Covert Affairs ha avuto negli Stati Uniti d'America una media di 6.698.000 telespettatori, facendone la seconda nuova serie TV più vista della stagione 2010 sulla televisione via cavo, dietro soltanto a Rizzoli & Isles. In particolare, la stagione è stata in assoluto la più vista nella fascia d'età 18/49 con 2.806.000 spettatori, e la seconda nella fascia 25/54 con un pubblico di 3.036.000.

### Critica

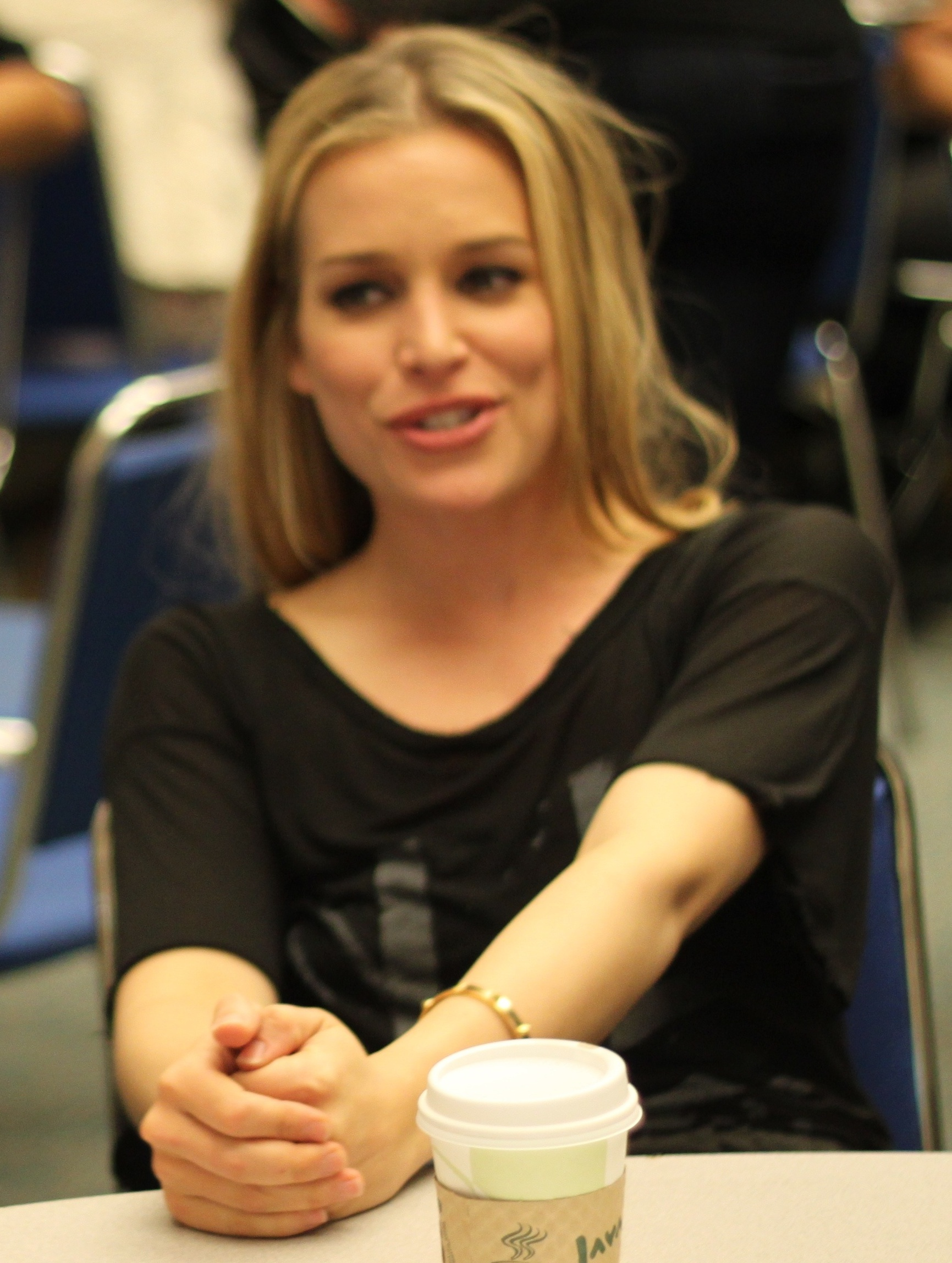
Grazie al ruolo di Annie Walker, Piper Perabo ha ricevuto la candidatura come miglior attrice in una serie drammatica alla cerimonia dei Golden Globe 2011.

In Internet la prima stagione della serie ha ottenuto da Metacritic una valutazione di 64/100 e un punteggio degli utenti di 6,8/10, mentre i lettori di TV.com le hanno assegnato una valutazione di 7,8/10. Dopo la visione dell'episodio pilota, IGN ha recensito la serie con un 7,0/10, sottolineando però in negativo la costruzione dei personaggi e la mancanza di un certo tono scanzonato che è invece possibile ritrovare in altre serie TV di USA Network.
Per quanto riguarda la stampa, Brian Lowry di Variety ha criticato chi ha liquidato Covert Affairs come «un altro Alias», poiché a suo dire «lo show fa un uso intelligente dello status di [recluta] della Walker. [...] Lei è ansiosa di [mettersi in gioco], ma non è immune dalla paura, e non sempre è pienamente in grado di gestire le minacce che [le si parano davanti]». Mary McNamara del Los Angeles Times l'ha trovata distante da altre produzioni di USA Network come Burn Notice - Duro a morire e White Collar, ma l'ha definita «veloce, divertente e altrettanto affascinante», e ha trovato la protagonista Piper Perabo «molto interessante».
In Italia, Aldo Grasso del Corriere della Sera ha posto l'accento, non senza un velo di delusione, sul «processo di "soapizzazione"» che lo spionaggio subisce in Covert Affairs, dato che «il punto di vista della protagonista femminile tinge tutto di rosa e anche il racconto dei retroscena del funzionamento della macchina dell'intelligence vira presto verso la descrizione degli intrecci di coppia tra gli agenti segreti».

## Riconoscimenti
- 2011 - Golden Globe
  - Nomination Miglior attrice in una serie drammatica a Piper Perabo[32]
- 2011 - Gracie Allen Awards
  - Miglior attrice protagonista a Piper Perabo